# Angiens
Angiens – miejscowość i gmina we Francji, w regionie Normandia, w departamencie Sekwana Nadmorska.
Według danych na rok 1990 gminę zamieszkiwały 602 osoby, a gęstość zaludnienia wynosiła 88 osób/km² (wśród 1421 gmin Górnej Normandii Angiens plasuje się na 391. miejscu pod względem liczby ludności, natomiast pod względem powierzchni na miejscu 545.).